# Tie Domi
Tahir „Tie“ Domi (* 1. November 1969 in Windsor, Ontario) ist ein ehemaliger kanadischer Eishockeyspieler, der im Verlauf seiner aktiven Karriere zwischen 1986 und 2006 unter anderem 1118 Spiele für die Toronto Maple Leafs, New York Rangers und Winnipeg Jets in der National Hockey League auf der Position des rechten Flügelstürmers bestritten hat. Vor allem während seiner Zeit bei den Toronto Maple Leafs erlangte Domi in seiner Funktion als Enforcer größere Bekanntheit, da er mit insgesamt 3515 Strafminuten in der NHL lediglich von Tiger Williams und Dale Hunter übertroffen wird. Sein Sohn Max Domi ist ebenfalls professioneller Eishockeyspieler.

## Karriere
Domi, der albanischer Abstammung ist, wuchs in Belle River, Ontario auf. Er begann seine aktive Laufbahn 1984 bei den Belle River Canadiens, für die er ein Jahr in der Great Lakes Junior C Hockey League im Einsatz stand. Bereits während dieser Zeit trat er vor allem durch seine zahlreichen Kämpfe in Erscheinung und erhielt in 28 Partien insgesamt 98 Strafminuten. Im Folgejahr ging der Rechtsschütze für die Windsor Bulldogs aufs Eis und sammelte dabei 346 Strafminuten in 42 Partien. Von 1986 bis 1989 spielte er in der Ontario Hockey League bei den Peterborough Petes. Im NHL Entry Draft 1988 wurde er von den Toronto Maple Leafs in der zweiten Runde an insgesamt 27. Position ausgewählt.
In der Saison 1989/90 absolvierte er seine ersten beiden Partien für die Maple Leafs in der NHL und gab dabei sein Debüt in der Partie gegen die Detroit Red Wings. Er schaffte zwar keinen Scorerpunkt, aber beachtliche 42 Strafminuten. In der darauf folgenden Saison wurde er mittels Tauschhandel zu den New York Rangers abgegeben. Dort waren besonders die Auftritte gegen die Detroit Red Wings und seine Kämpfe gegen Bob Probert Highlights der besonderen Art. Während man im Publikum oft den Eindruck hatte, dass der einen Kopf größere Probert den Kampf klar gewonnen hatte, sah man im TV, wie Domi trotz schwerster Treffer seinen Gegner fortwährend anlachte und unentwegt auf ihn einredete. Am 23. März 1991 erzielte er in der Partie gegen die Philadelphia Flyers seinen ersten NHL-Treffer. In dieser Zeit schlug Domi sich in die Herzen der nordamerikanischen Eishockeyfans. Sein Wechsel zu den Winnipeg Jets tat seiner Popularität keinen Abbruch. 1995 kehrte er nach Toronto zurück und war dort sofort einer der Publikumslieblinge.
Domi zählte jahrelang zu den führenden Spielern auf der Strafzeitenliste. Er verfügte über eine torgefährliche Spielweise, fiel jedoch oftmals durch sein körperbetontes Spiel in Erscheinung, indem er sich mit einem Gegenspieler anlegte, der ihm körperlich offensichtlich überlegen war. In der Saison 1997/98 stellte Domi mit 365 Strafminuten seinen Karrierehöchstwert auf und wurde ligaweit lediglich von Donald Brashear übertroffen, der 372 Minuten auf der Strafbank saß.
In der Saison 2000/01 bekam Tie bei einem Spiel in Philadelphia Besuch auf der Strafbank. Ein erzürnter Fan forderte ihn zum Faustkampf, zog dabei aber den kürzeren. In derselben Saison steckte er während der Playoff-Serie gegen die New Jersey Devils deren Verteidiger Scott Niedermayer mit einem Ellbogenschlag nieder und wurde für diese Aktion mit einer Sperre für die kompletten Play-offs belegt und für acht weitere Partien in der folgenden Spielzeit. Am 30. Juni 2002 gaben ihn die Maple Leafs im Austausch für ein Achtrunden-Wahlrecht an die Nashville Predators ab, für die er jedoch nie auflief. 15 Tage später unterzeichnete Domi als Free Agent erneut bei den Maple Leafs. In der Saison 2002/03 gelang ihm seine beste Punkteausbeute in der NHL, als Domi in 79 Partien insgesamt 29 Punkte erzielte. Domi wollte unbedingt in Toronto bleiben, aber am 30. Juni 2006 gaben die Maple Leafs bekannt, dass sie Domis Vertrag aufgelöst haben. Am 19. September 2006 gab Tie Domi, der sich nicht vorstellen konnte, noch einmal ein anderes Trikot als das der Leafs zu tragen, seinen Rücktritt bekannt.

## Erfolge und Auszeichnungen
- 1989 J.-Ross-Robertson-Cup-Gewinn mit den Peterborough Petes

## Karrierestatistik
(Legende zur Spielerstatistik: Sp oder GP = absolvierte Spiele; T oder G = erzielte Tore; V oder A = erzielte Assists; Pkt oder Pts = erzielte Scorerpunkte; SM oder PIM = erhaltene Strafminuten; +/− = Plus/Minus-Bilanz; PP = erzielte Überzahltore; SH = erzielte Unterzahltore; GW = erzielte Siegtore; 1 Play-downs/Relegation; Kursiv: Statistik nicht vollständig)

## Sonstiges
Domi hat sich in einigen Filmen und TV-Serien als Schauspieler versucht. Mit seiner Frau Leanne hat er drei Kinder, darunter sein Sohn Max, der ebenfalls professioneller Eishockeyspieler ist.